# Beast Wars (computerspel)
Transformers: Beast Wars is een computerspel uit 1997 in het action role-playing game-genre. Het spel is gebaseerd op het eerste seizoen van de gelijknamige televisieserie Beast Wars. Het spel werd ontwikkeld en uitgebracht door Hasbro Interactive voor de PlayStation, Microsoft Windows en Mac OS.

## Gameplay
Het spel speelt zich af na de introductie van Airazor en Inferno. De speler kan de rol aannemen van zowel de Maximals als de Predacons. Doel is om de tegenpartij middels sabotagemissies tegen te werken om zo het voordeel te krijgen in de oorlog.
Er zijn vier bespeelbare personages van beide groepen, elk met unieke vaardigheden, sterke punten en zwakke punten. Alle personages hebben een gezondheidsmeter en een energontolerantiemeter. De tweede meter wordt langzaam minder als de speler in robotmode is. Om de meter aan te vullen moet de speler in beestmode veranderen. Als de meter leeg is, loopt de speler schade op door de energonstraling.
Als een personage faalt tijdens een missie of omkomt, wordt hij gevangen door de tegenpartij. Gevangen personages kunnen weer worden gered door in het level waar het personage werd gevangen een icoon te vinden dat een van de vliegende personages ontsluit (Optimus Primal en Air Razor bij de Maximals, en Terrorsaur en Inferno bij de Predacons). Deze vliegende personages kunnen de gevangen personages redden in een soort minigame.
Airrazor en Terrorsaur zijn alleen in deze minigames beschikbaar.

## Ontvangst
Het spel werd negatief ontvangen door zowel de critici als fans van de televisieserie. De blokkerige graphics, slechte controlers en slechte stemwerk waren vooral punten van kritiek. De PC versie van het spel kwam beter uit de bus dan de PlayStation versie.

## Wetenswaardigheden
- In de televisieserie Animorphs is het Beast Wars-spel meerdere malen te zien op de achtergrond.